# Petre Cameniță
Petre Cameniță (n. 15 noiembrie 1889, Poroina Mare, județul Mehedinți – d. 1962) a fost un general român, care a luptat în cele două războaie mondiale.

## Educație
A absolvit Școala Militară de Infanterie în anul 1911 și Școala Superioară de Război în anul 1921.
A luat parte la Războiul Balcanic din 1913, la campania din Ungaria din 1919 și la ambele campanii din cel de-al Doilea Război Mondial. A fost înaintat la gradul de colonel la 1 aprilie 1936.
Pe timpul domniei lui Carol al II-lea, Colonelul Cameniță fusese prefect de Argeș și patronase execuțiile de legionari din județ.
A fost aghiotant al Regelui Mihai.

## Carieră militară
- 10 februarie 1938 – Colonel - Prefect al Județului Argeș
- 1939 -1940 - Director la Direcția Generală a Siguranței și Polițiilor

Colonelul Petre Cameniță a fost însărcinat la 10 septembrie 1940 cu conducerea Direcțiunii Generale a Polițiilor și Siguranței Statului. A fost înaintat la gradul de general de brigadă la 10 mai 1941.
- 1941 - Comandantul Brigăzii 1-a Grăniceri.
- 1941 – 1942 - Comandant Adjunct al Diviziei 21.
- 1942 - Comandantul Diviziei 1-a Infanterie de Gardă.

Generalul de brigadă Petre Cameniță a fost numit pe 19 februarie 1942 în funcția de secretar general al Subsecretariatului de Stat
pentru Armata de Uscat. A îndeplinit această funcție și după Lovitura de stat din 23 august 1944, fiindu-i menținută delegația până în 12 septembrie 1944.
- 19 octombrie 1944 - 2 ianuarie 1945 - Comandantul Diviziei 18 Infanterie.
- 1945 - Comandantul Corpului 6 Armată.

După instalarea guvernului Petru Groza, generalul de divizie Petre Cameniță a fost trecut din oficiu în poziția de rezervă, alături de alți generali, prin decretul nr. 860 din 24 martie 1945, invocându-se legea nr. 166, adoptată prin decretul nr. 768 din 19 martie 1945, pentru „trecerea din oficiu în rezervă a personalului activ al armatei care prisosește peste nevoile de încadrare”.
S-a stins din viață în anul 1962.

## Decorații
A fost decorat cu 13 ordine și medalii militare românești și străine.
A primit, printre altele: 
- Ordinul “Steaua României” cu Spade și Panglici de Virtute Militară în grad de ofițer
- Ordinul “Sfântul Sava”, clasa a III-a.